# Contea di Gunnedah
La contea di Gunnedah è una Local Government Area che si trova nel Nuovo Galles del Sud. Essa si estende su una superficie di 4.994 chilometri quadrati e ha una popolazione di 12.265 abitanti. La sede del consiglio si trova a Gunnedah.